# El Calafate
El Calafate je malé město na jihozápadě Argentiny ležící v provincii Santa Cruz na jižním břehu jezera Lago Argentino na úpatí And. Je hlavním městem departementu Lago Argentino a je známé především jako turistické centrum nedalekého národního parku Los Glaciares.
Název pochází z tehuelchského jazyka ze jména rostliny berberis buxifolia, která se v tomto patagonském regionu vyskytuje v hojném počtu.

## Dějiny
V prvních desetiletích 20. století bylo na místě dnešního El Calafate zřízeno středisko pro sběr vlny z okolních estancií. V roce 1927 byla argentinskou vládou oficiálně založena obec, aby napomáhala osídlování regionu.
Rozvoj El Calafate začal v roce 1943 se zařízením správy národního parku Los Glaciares. Správa parku byla dlouhou dobu hlavním orgánem nejdříve pouze v obci s asi 100 obyvateli, zajišťovala zásobování elektřinou, stavbu silnic a budování prvních hotelů v obci. Za posledních 30 let 20. století se město rozvinulo (zejména díky turistice) na centrum celé velké odlehlé oblasti Argentiny. Bylo vybudováno mnoho hotelů a gastronomických zařízení a počet obyvatel se rapidně zvyšoval. Obraz města se změnil ze zaprášeného města na malebné městečko s rozmanitými dřevěnými domy a dlážděnými ulicemi. Svahy jezera jsou zastavěné novými stavbami.
V roce 2001 bylo otevřeno letiště Lago Argentino (IATA kód FTE) vzdálené 23 kilometrů východně od města. Přineslo dodatečný posun tím, že do El Calafate mohla přilétat větší letadla. Předtím to byly pouze lety malými letadly z blízkých míst v Patagonii a z Río Gallegos. Ekonomický rozmach znamenal další růst obyvatelstva. Jeho počet byl v roce 2006 odhadován na 12 000 lidí.